# 高松静男

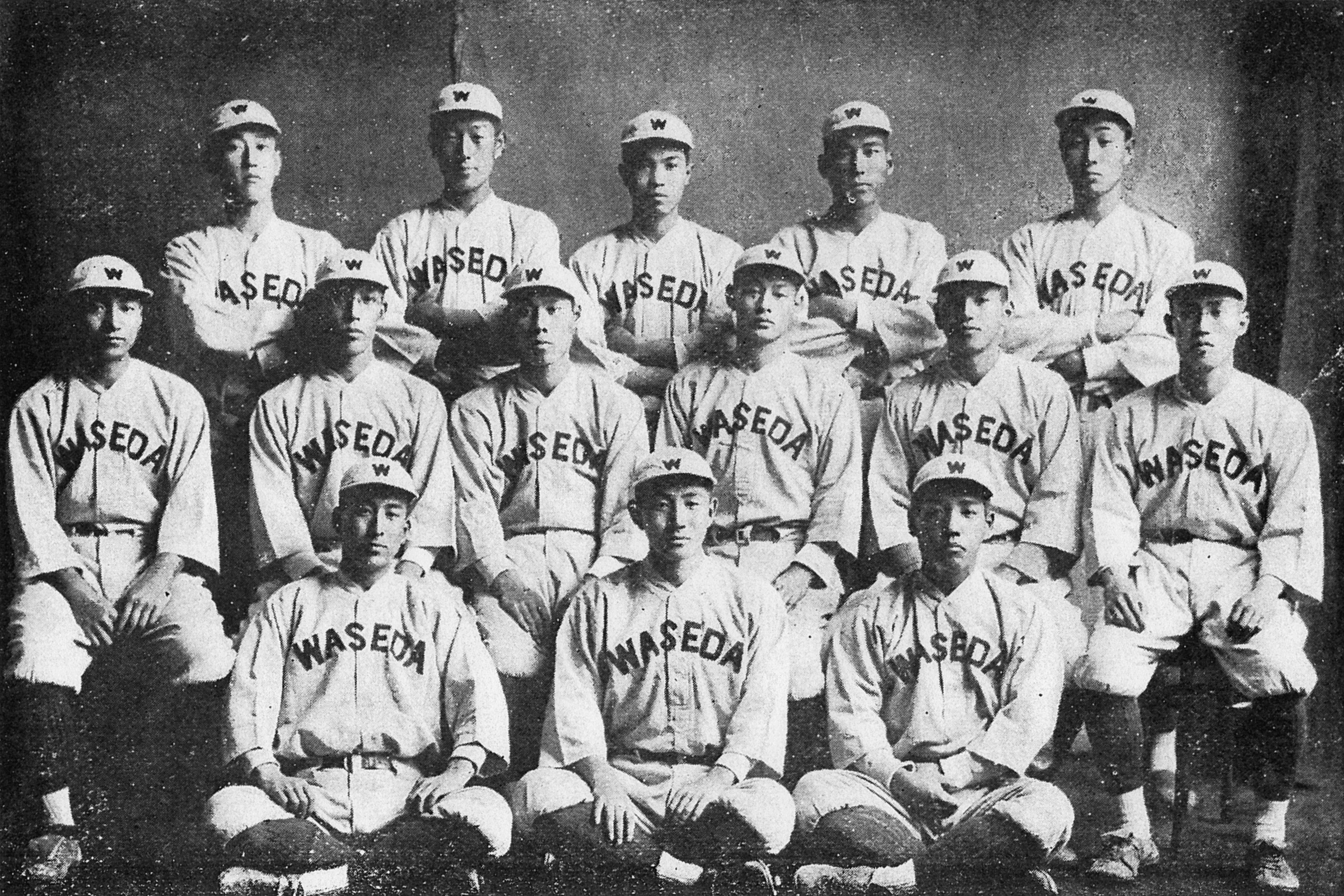
1918年の早稲田大学野球部（後列左端が高松静男）

高松 静男（たかまつ しずお、1895年 - 1945年9月8日）は、日本の元アマチュア野球選手。愛知県出身。

## 来歴・人物
愛知一中（現在の愛知県立旭丘高等学校）から1915年に早稲田大学へ進学し、野球部の選手となる。ポジションは左翼手だったと伝わる。1919年に早大の主将として龍ヶ崎中（現在の茨城県立竜ヶ崎第一高等学校）を指導した記録が残っている。
早大卒業後、応召（時期不明）したが、自身は日本が終戦したことを知らないまま1945年9月8日にフィリピン北部のルソン島で戦死した。享年50。
東京ドーム内の野球殿堂博物館にある戦没野球人モニュメントに、彼の名が刻まれている。